# Strumigenys ettillax
Strumigenys ettillax (лат.) — вид мелких земляных муравьёв из подсемейства Myrmicinae. Африка: Камерун, Габон.
Мелкие муравьи (около 2 мм) с сердцевидной головой, расширенной кзади. Проподеум угловатый с парой зубцов. Обладают длинными жвалами (длина головы HL 0,53-0,54 мм, ширина головы HW 0,43-0,44 мм, мандибулярный индекс MI 42-43). Головной дорзум с 6 отстоящими волосками. Глаза примерно с 15 омматидиями.
Основная окраска коричневато-чёрная. Мандибулы длинные, узкие (с несколькими зубцами). Стебелёк между грудкой и брюшком состоит из двух члеников: петиолюса и постпетиолюса (последний четко отделен от брюшка), жало развито, куколки голые (без кокона). Специализированные охотники на коллембол. Вид был впервые описан в 1983 году английским мирмекологом Барри Болтоном.